# 석명권
석명권(釋明權)은 민사소송법상 법원에 부여된 권한으로 법원이 사건의 진상을 명확하게 하기 위하여 당사자에게 법률적, 사실적인 사항에 대하여 설명할 수 있는 기회를 주고 입증을 촉구하는 힘을 말한다. 질문권 혹은 설명요구권이라고도 한다.

## 근거조문
민사소송법 제136조(석명권·구문권 등)
①재판장은 소송관계를 분명하게 하기 위하여 당사자에게 사실상 또는 법률상 사항에 대하여 질문할 수 있고, 증명을 하도록 촉구할 수 있다.
②합의부원은 재판장에게 알리고 제1항의 행위를 할 수 있다.
③당사자는 필요한 경우 재판장에게 상대방에 대하여 설명을 요구하여 줄 것을 요청할 수 있다.
④법원은 당사자가 간과하였음이 분명하다고 인정되는 법률상 사항에 관하여 당사자에게 의견을 진술할 기회를 주어야 한다.

## 석명의무
석명권과 석명의무는 같은가에 대해 견해가 대립한다. 소극설은 석명권은 권한이지 의무가 아니라 하여 법관이 석명을 제대로 하지 않아도 상고이유가 되지 않는다고 한다. 적극설은 법관이 석명을 제대로 하지 않아 판결에 영향을 준 경우는 모두 심리미진의 위법이 있다고 보아 상고이유로 인정한다. 절충설은 법관이 석명을 "현저하게" 제대로 하지 않아 판결이 "지나치게" 조잡하게 된 경우에는 심리미진의 위법이 있다고 보아 상고이유로 인정한다. 이에 대해 적극설과 절충설은 차이가 없는 견해라고 보는 견해도 있다.
판례는 50년대부터 석명의무를 인정하고 있다. 판결에 영향을 미칠 만한 당사자의 중요한 사실상 주장에 불명 부정 모순 등 불명료한 점이 있을 때에는 사실심 재판관은 당해 당사자로 하여금 이에 대한 석명을 시켜야 할 의무가 있는 것이다.(대법원 1953.3.5. 4285민상146) 석명의무를 부정하는 소극설은 판례와 배치된다.

## 석명권의 한계
석명은 변론주의를 보충하는 것이기 때문에, 석명권의 행사로 변론주의를 침해해서는 안된다. 즉, 소송관계가 불분명한 경우에만 명확하게 밝힐 것을 촉구하는 소극적 석명만이 허용되고, 소송관계가 불문병하지도 않은데 당사자가 생각하지도 못한 것을 법관이 권하는 적극적 석명은 금지된다. 그러나 이에 대해서는, 1990년 민사소송법 제136조 제4항을 신설한 것과 관련, 견해의 차이가 있다.
신설된 민사소송법 제136조 제4항은 법률사항에 대해서는 적극적 석명을 하라는 의미라고 해석하는 견해가 있고, 적극적 석명은 아니라는 견해가 있다. 전자의 경우, 당사자가 권리주장을 제대로 안 한 경우, 법관은 당사자가 생각하지도 못한 새로운 권리주장이나 법률적 견해를 제시해서 적극적 석명을 하여야 한다고 본다. 후자는 그렇게 하는 것은 변론주의의 침해이며, 법관의 편파적 소송지휘이며, 변호사가 할 일이지 법관이 할 일이 아니라고 한다.

## 판례
- 법원으로서는 임대인이 종전의 청구를 계속 유지할 것인지, 아니면 대금지급과 상환으로 지상물의 명도를 청구할 의사가 있는 것인지(예비적으로라도)를 석명하고 임대인이 그 석명에 응하여 소를 변경한 때에는 지상물 명도의 판결을 함으로써 분쟁의 1회적 해결을 꾀하여야 한다.[1]
- 불법행위에 기한 손해배상책임이 인정되는 경우에 배상액에 관한 아무런 증명이 없는 경우에 바로 청구기각을 할 것이 아니라 적극적으로 석명권을 발동하여 증명을 촉구할 의무가 있다[2]

## 참고 문헌
- 조상희, 『법학전문대학원 민사소송법 기본강의』. 한국학술정보(주), 2009. ISBN 9788953423077
- 김영, 석명권의 역사 변론주의와 석명권의 역사적 고찰, 한국학술정보, 2010 ISBN-13 9788926808887

## 같이 보기
- 구문권
- 대한민국 민사소송법 제136조